# Пятс, Константин Яковлевич
Константи́н Я́ковлевич Пятс (эст. Konstantin Päts; 11 [23] февраля 1874, Тахкуранна, Перновский уезд, Лифляндская губерния, Российская империя (ныне — Пярнумаа, Эстония) — 18 января 1956, Бурашево, Калининская область, РСФСР, СССР (ныне — Тверская область, РФ)) — эстонский государственный и политический деятель, возглавлявший Эстонскую Республику с 1918 по 1940 год.
Государственный старейшина (1921—1922; 1923—1924; 1931—1932; 1933—1934), премьер-министр (1918—1919; 1934—1937) и президент Эстонии (1938—1940). Почётный гражданин Таллина.

## Биография
Родился в семье православного эстонца, землевладельца Якоба Пятса (1848—1909). Мать, Ольга Туманова, — русская по национальности, была удочерена семьёй Разумовского, градоначальника Валка. Был вторым ребёнком в семье.
В 1898 году окончил юридический факультет Императорского Юрьевского университета, после чего поступил на военную службу рядовым на правах вольноопределяющегося 1-го разряда. Служил в 7-й роте 96-го пехотного Омского полка, произведён в унтер-офицеры. 15 января 1900 года был уволен в запас с производством в прапорщики запаса армейской пехоты.
После демобилизации служил помощником адвоката Яана Поски в Ревеле. В 1901 году основал в Ревеле демократическую газету Teataja («Вестник»), затем работал в Ревельской горуправе (в 1904—1905 годах — городской советник, в 1905 — помощник городского головы).
Участвовал в революции 1905 года. В 1905 году был приговорён к смертной казни за опубликование воззвания Петросовета в местных «Известиях». Бежал за границу, с 1906 года жил в эмиграции в Швейцарии.
В 1909 году, после отмены приговора, вернулся в Российскую империю и предстал перед судом. В итоге был приговорён к девяти месяцам одиночного заключения в петербургских «Крестах». В 1911—1916 годах — редактор газеты «Tallinna Teataja» («Таллинский вестник»). В 1916 году был мобилизован на военную службу, служил в штабе Морской крепости Императора Петра Великого исполняющим обязанности юрисконсульта Строительного управления крепости.
Пятс работал в переходный период в Комитете спасения Эстонии. 24 февраля 1918 года, в день, когда большевики покинули Ревель, а Германская армия находилась на подступах к городу, Пятс, назначенный премьер-министром временного правительства Эстонии, зачитал манифест о независимости страны. Сегодня эта дата — важнейший государственный праздник в стране. Однако уже 25 февраля в Ревель вошли германские войска, установленная ими оккупационная власть Республику Эстония не признала. Немцы постепенно разоружили эстонские вооружённые силы и начали репрессии в отношении национально настроенных лидеров, в том числе и Пятса.
В 1918 году Константин Пятс был арестован германскими властями и с июля по ноябрь находился в концентрационном лагере в Польше. Революция в Германии его освободила.
В начале Эстонской освободительной войны (ноябрь 1918 — 8 мая 1919) Пятс стал премьер-министром и министром обороны страны. К 21 ноября был осуществлён полный переход власти в Эстонии от командования немецких войск в руки Временного правительства, возглавляемого Константином Пятсом.
Пятс пять раз занимал пост государственного старейшины: январь 1921 — ноябрь 1922, август 1923 — март 1924, февраль 1931 — февраль 1932, ноябрь 1932 — май 1933 и октябрь 1933 — январь 1934.
Пятс был тесно связан с советскими властями, был одним из организаторов эстонско-советской Коммерческой палаты (1924 год), акционером Таллинской судоходной компании, а также трудился юрисконсультом Нефтяного синдиката. Советская сторона платила Пятсу за работу юрисконсульта 4000 долларов в год, что вдвое превышало жалованье спикера эстонского парламента или президента Эстонии. Депутатское жалованье Пятса было ещё ниже — 488 долларов в год.
12 марта 1934 года, будучи премьер-министром Эстонии в полномочиях Государственного старейшины и опираясь на военные силы, осуществил вместе с министром обороны Йоханом Лайдонером государственный переворот. В результате переворота было установлено авторитарное правление и объявлено о состоянии чрезвычайного положения. Пятс был объявлен президент-регентом Эстонии. Все политические партии были запрещены, введена цензура прессы. Своими действиями Пятс не допустил победы на выборах вапсов (ветеранов Освободительной войны, крайне правого движения, которое ориентировалось на тоталитарные режимы тогдашних фашистской Италии и нацистской Германии. В 1938 году был избран президентом.
Сложил президентские полномочия 21 июля 1940 года, после принятия Рийгикогу решения об образовании Эстонской ССР. Был арестован советскими властями и депортирован вместе с семьёй в ссылку в Уфу в конце июля 1940 года, ещё до официального присоединения государства к СССР, произошедшего 6 августа того же года. В 1942 году помещён в Казанскую тюремную психиатрическую больницу без предъявления обвинения.
С декабря 1952 года Пятс находился в психиатрической больнице имени Литвинова в Бурашево под Калинином. Его поместили в отдельную палату № 2 и не подвергали медицинским процедурам. Как замечали окружающие, по-русски пациент палаты № 2 говорил с мягким акцентом; было видно, что он хорошо образован и воспитан и явно отличается от остальных пациентов больницы. На вопрос, кто он такой, пациент отвечал: «Я — президент Эстонии»; это заявление пациенты и сотрудники низшего звена не принимали всерьёз. Пациент получил прозвище «Президент». Проведя в этой больнице три года, 18 января 1956 года Константин Пятс скончался.
В 1988 году в Бурашево прибыла группа эстонских активистов с целью найти факты, подтверждающие смерть в этих местах первого президента Эстонии Константина Пятса. Рассказали про работу в архивах и безуспешные выезды на литовские, белорусские, латвийские кладбища. После долгих поисков на кладбище посёлка его останки были найдены и перезахоронены в 1990 году на таллинском кладбище Метсакальмисту.

## Оценки деятельности Пятса

### Отношение в эстонском обществе
Личность Константина Пятса до сих пор вызывает споры в эстонском обществе. После восстановления в 1990 году независимой эстонской государственности Пятс первоначально занял прочное место в пантеоне национальных героев. Однако затем эстонский историк Магнус Ильмъярв, работавший в российских архивах, заявил, что в 1920-е — начале 1930-х годов Пятс предоставлял важную информацию посольству СССР и получал за это 4000 долларов США в год (по тем временам — значительная сумма) как юрисконсульт представительства Нефтесиндиката СССР в Эстонии. Кроме того, Пятса упрекали за то, что он не отдал приказа оказывать вооружённый отпор Красной армии в июне 1940 года.
В 2019 году Президент Эстонии Керсти Кальюлайд выступила против установки памятника Константину Пятсу, поскольку по её мнению частичную вину за утрату независимости Эстонии несут Константин Пятс и Йохан Лайдонер, по инициативе которых в 1934 году в Эстонии был силой установлен авторитарный государственный строй.
Вошёл в составленный в 1999 году по результатам письменного и онлайн-голосования список 100 великих деятелей Эстонии XX века.

### Отношение за рубежом
В своей книге «Генерал Лайдонер и Эстонская Республика в 1939—1940» финский историк Мартти Туртола пришёл к заключению, что размещение первых советских военных баз в Эстонии в сентябре 1939 года было сознательным шагом эстонского руководства во главе с Пятсом. В подтверждение своих тезисов историк привёл тот факт, что в Эстонии, в отличие от Финляндии, в своё время не объявили мобилизацию для борьбы с СССР.
«Пассивность и непровозглашение мобилизации не были вызваны отсутствием смелости или трусостью. Вопрос был в выборе Пятса и Лайдонера», — утверждал Туртола, добавляя, что оппозиция не критиковала решения правительства, так как в тот момент в Эстонии царила диктатура.

## Цитаты
В декабре 1914 Константин Пятс писал об эстонской независимости:
Наша родина остаётся частью России. [...] В качестве побережья российского государства у нас есть возможности развития, и у российского государства нет оснований после войны смотреть на наших граждан с особым недоверием.

## Семья
- Брат — Николай (1871—1940), протоиерей, председатель синода Эстонской церкви, поэт.
- Брат — Павел (1876—1883), умер ребёнком.
- Брат — Вольдемар[эст.] (1878—1958, Торонто), художник и учитель рисования.
- Брат — Пеэтер[эст.] (1880—1942), географ, парковый архитектор и защитник природы.
- Сестра — Марианна, в замужестве — Пунг (1881—1947, Кировская область), муж — Михкель Пунг (1876—1941, Сосьвинский лагерь), эстонский юрист и политик, председатель Государственного совета[эст.].
- Сестра — Татьяна, в замужестве — Альберт (1887—1941).
- Жена — Хельма Вильгельмина Пятс, урождённая Пеэди (Helma Wilhelmine Peedi (Pedy), 19 октября 1878, Перновский уезд, Лифляндская губерния — 23 августа 1910, Давос, Швейцария).
  - Старший сын Лео[эст.] (1902—1988) в 1940 году бежал в Финляндию, оттуда переехал в Швецию, умер бездетным[12].
  - Младший сын Виктор[эст.] (1906—1952) умер в Бутырской тюрьме в Москве 4 марта 1952 года[13].
    - Дети Виктора: Энн (1936—1944) и Матти (1933—2024) были отправлены в детский дом и вскоре разлучены. Им довелось встретиться за неделю до смерти Энна от истощения[14]. Все ныне живые потомки являются детьми Матти, который вернулся в ЭССР из РСФСР вместе с матерью в 1946 году[15]. Его мать, Хельги-Алиса, была снова арестована в 1950 году и приговорена к 10-летнему заключению, которое отбывала в Казахстане, вернулась на родину в 1955 году[16].

Матти Пятс с 1991 года занимал должность директора Эстонского патентного управления, был депутатом Рийгикогу и горсобрания Таллина, рассматривался как потенциальный кандидат на президентских выборах 2001 года от консервативного крыла партии «Союз за родину».

## Память
- Улица Кентманни в Таллине с 1939 по 1940 годы носила имя Константина Пятса (Konstantin Pätsi tänav).
- В Уфе на доме № 37 по Коммунистической улице установлена мемориальная доска первому президенту Эстонской Республики Константину Пятсу, который жил в городе в 1940 году, будучи репрессированным.
- 25 июня 1989 года в деревне Тахкуранна был заново открыт Памятник и мемориальный парк в честь первого Президента Эстонской Республики Константина Пятса[эст.].
- 23 февраля 2020 года в эстонском посёлке Тойла открыли памятник Константину Пятсу, стоимость составила 45000 евро, а автором стал Айвар Симсон[18].
- 21 октября 2022 года в центре Таллина возле здания Национальной оперы, в присутствии президента Эстонии, мэра Таллина и других, состоялось открытие памятника «Глава государства» (эст. Riigipea)[19]. Автор монумента Тойво Таммик[20].
- По Таллину ездит именной ретро-трамвай Konstantin, названный в память первого президента Эстонии[21].
- В 2024 году по случаю 150-летия со дня рождения Пятса состоялись различные мероприятия. В Банке Эстонии были представлены памятная монета и почтовая марка с изображением Константина Пятса[22].

- Мемориальная доска в Уфе
- Памятник в честь Константина Пятса в деревне Тахкуранна
- Памятник Константину Пятсу в Тойла
- Монумент Константину Пятсу в Таллине
- Открытие монумента в Таллине